# Endrychowce
Endrychowce (biał. Ендрыхаўцы; ros. Ендриховцы) – agromiasteczko na Białorusi, w obwodzie grodzieńskim, w rejonie wołkowyskim, w sielsowiecie Roś.
W dwudziestoleciu międzywojennym wieś i folwark Endrychowce leżały w Polsce, w województwie białostockim, w powiecie wołkowyskim, w gminie Roś.